# 星谷かおり
星谷 かおり（ほしや かおり）は、日本の漫画家。

## 略歴
- 2013年 - 第546回別マまんがスクールにおいて、『美人の彼方』でデビュー賞を受賞[1]。『別冊マーガレット』にデビュー作として掲載された。

## 作品リスト
特記する作品以外、集英社、マーガレットコミックスから刊行されている。
- 『かれこれきらきらまち』2015年9月25日発売[2]、ISBN 978-4-08-845435-1
  - かれこれきらきらまち[3]（『別冊マーガレット』2015年5月号別冊ふろく『dcolle』1号）
  - MILK（『別冊マーガレット』2015年1月号別冊ふろく『moi!』11号）
  - クリアーカラー（『別冊マーガレットsister』2014年11月増刊秋号）
  - グッバイ・デイジー（『別冊マーガレット』2014年7月号別冊ふろく『moi!』5号）
  - ラッキーストライク（『別冊マーガレット』2014年4月号別冊ふろく『moi!』2号）
- 『ほしとくず-Don't worry,Be happy-』全4巻[4]（『別冊マーガレットsister』2015年10月増刊号 秋フェス01[5] - 12月増刊号 秋フェス03、『別冊マーガレット』2016年3月号[6] - 2017年3月号[7]）
  1. 2016年6月24日発売[8]、ISBN 978-4-08-845597-6
  2. 2016年7月25日発売[9]、ISBN 978-4-08-845609-6
  3. 2016年11月25日発売[10]、ISBN 978-4-08-845671-3
  4. 2017年3月24日発売[11]、ISBN 978-4-08-845733-8
- 『宇宙の果ての真ん中の』全2巻（『別冊マーガレット』2017年8月号[12] - 2018年3月号[13]）
  1. 2017年11月24日発売[14][15]、ISBN 978-4-08-845854-0
  2. 2018年3月23日発売[16]、ISBN 978-4-08-844009-5
- 『たまのごほうび』既刊7巻（『別冊マーガレット』2018年9月号[17] - 2019年12月号、2020年1月号〈番外編〉、『マンガMee』2024年1月[18] - 連載中）
  1. 2018年12月25日発売[19][20]、ISBN 978-4-08-844141-2
  2. 2019年4月25日発売[21]、ISBN 978-4-08-844193-1
  3. 2019年8月23日発売[22]、ISBN 978-4-08-844234-1
  4. 2020年1月24日発売[23]、ISBN 978-4-08-844291-4
  5. 2024年5月23日発売[24]、ISBN 978-4-08-843027-0
  6. 2024年10月24日発売[25]、ISBN 978-4-08-843056-0
  7. 2025年6月25日発売[26]、ISBN 978-4-08-843151-2

### イラスト
- 星名くんは甘くない〜いちごサンドは初恋の味〜（2020年3月19日発売[27]、著者：夜野せせり、集英社オレンジ文庫、ISBN 978-4-08-680313-7）

### 単行本未収録作品
- 美人の彼方（『別冊マーガレット』2014年2月号、デビュー作）
- やめないで、きららくん[28][29]（『別冊マーガレット』2022年11月号）

## 関連人物
- 八田鮎子[1] - デビュー時の特別審査員。